# Борис Хазанов
Борис Хазанов (рос. Борис Хазанов), справжнє ім'я Геннадій Мойсейович Файбусович (рос. Геннадий Моисеевич Файбусович), (16 січня 1928, Ленінград — 11 січня 2022) — російський письменник, есеїст і перекладач.

## Біографія
Геннадій Файбусович народився в Ленінграді, проте коли йому виповнилось 2 роки, його батьки переїхали до Москви. У 16 років, під час німецько-радянської війни, розпочав трудову діяльність робітником на Московському газетно-журнальному поштамті. Після закінчення війни Файбусович вступив на філологічний факультет МДУ, проте на п'ятому курсі, в 1949 році він був заарештований МДБ за звинуваченням у антирадянській пропаганді, та засуджений до 8 років ув'язнення. Відбував покарання в Унжлагу. У 1955 році його реабілітували і звільнили з табору, і він вступив до Калінінського медичного інституту, який закінчив у 1961 році. Після закінчення інституту Геннадій Файбусович працював лікарем, спочатку в сільській місцевості, потім у Москві, став кандидатом медичних наук. Пізніше він перейшов на роботу до науково-популярного журналу «Химия и жизнь», де працював редактором, окрім цього, працював усним перекладачем при Центральній медичній бібліотеці Москви, а також під псевдонімом видав кілька науково-популярних книжок для дітей, і перекладав листи Лейбніца. Одночасно Файбусович брав активну участь у випуску самвидавних книг та журналів у 70—80-х роках ХХ століття, які друкувалися як підпільно в СРСР, так і за кордоном. Після того, як виникла загроза його арешту, письменник емігрував у 1982 році до ФРН. У Німеччині Борис Хазанов поселився у Мюнхені, підтримував тісні контакти з письменниками-імігрантами з СРСР, зокрема з Володимиром Войновичем. Він також був одним із співзасновників та видавців російськомовного журналу «Страна и мир». Борис Хазанов також неодноразово виступав у радіопередачах на теми культури та літератури на російськомовних радіостанціях. Більшість його літературних творів написані під час проживання у Німеччині.

## Творчість
Борис Хазанов опублікував сім книг прози та есеїстики в Росії, США, Німеччині та Ізраїлі. Частина його творів, зокрема романи «Античас» і «Нагльфар в океані часів», повісті «Час короля» і «Чудотворець» часто книговидавці відносять до жанру фантастики, хоча частина літературних критиків не погоджується із зарахуванням їх до цього жанру. Борис Хазанов вважається майстром оповідального жанру, в якому в Хазанова перетинаються та змішуються часи та культурно-архетипові мотиви.
Для прози Хазанова характерні рефлексія і ретроспекція як прийом; дійсність набуває рис сновидіння і навпаки.Оригінальний текст (рос.)
Для прозы Хазанова характерны рефлексия и ретроспекция как приём; действительность приобретает черты сновидения и наоборот.
Сприйняття Хазановим Росії та її народу можна охарактеризувати його ж словами (із книги «Страх»):
|  | Перед очима, ніби галюцинація, стоїть Русь — країна, куди лисиця й кіт привели довірливого Буратіно. У цій країні пасуться кози із вищипаними боками, вздовж парканів несміливо крадуться обдерті жителі, а на перехрестях стоять люті городові. "Пра-ва тримай!" Сищики нюхають повітря та підозрюють самі себе. У цій країні, на поліцейській дільниці, за столом, закапаним чорнилами, густо хропе черговий бульдог. У цій країні було дванадцять мільйонів ув'язнених, і в кожного був свій донощик, отже, в ній проживало дванадцять мільйонів зрадників. Це та ж країна, яку в рабському вигляді Цар Небесний обходив, благословляючи. "Біжать. Що ж їм Росія!" Що ж, у якомусь ступені — я ніколи не був патріотом. У своїй країні я відчував себе засланопоселенцем. Я звик соромитися цієї батьківщини, де кожен день — приниження, кожна зустріч — як ляпас, де все — пейзаж і люди — ображає погляд. Проте таємне відчуття шепче мені, що цей сором є різновидом збоченого кохання. |

Перед глазами, словно галлюцинация, стоит Русь — страна, куда лиса и кот привели доверчивого Буратино. В этой стране пасутся козы с выщипанными боками, вдоль заборов робко пробираются шелудивые жители, а на перекрестках стоят свирепые городовые. "Пра-ва держи!" Сыщики нюхают воздух и подозревают самих себя. В этой стране, в полицейском участке, за столом, закапанным чернилами, густо храпит дежурный бульдог. В этой стране было двенадцать миллионов заключенных, и у каждого был свой доносчик, следовательно, в ней проживало двенадцать миллионов предателей. Это та самая страна, которую в рабском виде Царь Небесный исходил, благословляя.
"Бегут. Что им Россия!"

## Нагороди та визнання
Твори Бориса Хазанова перекладені кількома європейськими мовами, він є лауреатом кількохх літературних премій, зокрема, премії міста Гейдельберга «Література у вигнанні» (1998), «Російської Премії» (2008), Літературної премії імені Марка Алданова (2010), літературної премії імені Олексія Зверєва журналу «Иностранная литература» (2013).

## Твори
- (під псевдонімом Геннадій Шингарьов)
  - Необыкновенный консилиум, 1975
  - Мальчик на берегу океана, жизнеописание сэра Исаака Ньютона, 1981
- Запах звёзд, сб., Tel Aviv, 1977
- Час короля. Я Воскресение и Жизнь. Антивремя, New York, 1985
- Миф Россия, New York, 1986
- Полнолуние. Этюды о литературе, искусстве и истории. München, 2007
- (избранные издания последних лет)
  - Допрос с пристрастием. Литература изгнания. М.: Захаров, 2001 (беседы с Джоном Глэдом)
  - Город и сны. М.: Вагриус, 2001
  - Ветер изгнания. М.: Сибирский хронограф, 2003
  - Пока с безмолвной девой. М.: Вагриус, 2005
  - Родники и камни. М.: Новый хронограф, 2009
  - Книги в серии: Русское зарубежье. Коллекция поэзии и прозы (СПб.: Алетейя)
    - Истинная история минувших времен (2009)
    - Третье время (2010)
    - Вчерашняя вечность (2010)
    - После нас потоп (2010)
    - К северу от будущего (2010)
    - Миф Россия (2012)
    - Пусть ночь придет (2013)
    - Элизиум теней (2013)

  - …Пиши мой друг. Переписка 1995—2011 гг. СПб.: Алетейя, 2013 (переписка с Марком Харитоновым, в 2-х томах)
    - Человек-перо. Писатели и литература (2014)
    - Письма из прекрасного далёка: Эпистолярий 1900—2000 годов (2014)